# Deracanthus
Deracanthus är ett släkte av skalbaggar. Deracanthus ingår i familjen vivlar.

## Dottertaxa tillDeracanthus, i alfabetisk ordning[1]
- Deracanthus albicans
- Deracanthus armatus
- Deracanthus camelus
- Deracanthus cinctus
- Deracanthus costatus
- Deracanthus faldermanni
- Deracanthus fausti
- Deracanthus fischeri
- Deracanthus grandis
- Deracanthus grumi
- Deracanthus hamifer
- Deracanthus hastatus
- Deracanthus hirsutulus
- Deracanthus hololeucus
- Deracanthus inderiensis
- Deracanthus jacobsoni
- Deracanthus jacovlevi
- Deracanthus karelini
- Deracanthus komarovi
- Deracanthus kozlovi
- Deracanthus kukunorensis
- Deracanthus mongolicus
- Deracanthus mucidus
- Deracanthus pallasi
- Deracanthus pallidus
- Deracanthus potanini
- Deracanthus pulchellus
- Deracanthus roborowskii
- Deracanthus semenowi
- Deracanthus sibiricus
- Deracanthus solskyi
- Deracanthus spinifer
- Deracanthus spinifex
- Deracanthus tianshanskyi
- Deracanthus turfanus